# Zumpano
Zumpano község (comune) Olaszország Calabria régiójában, Cosenza megyében.

## Fekvése
A megye központi részén fekszik. Határai: Cosenza, Lappano, Rende, Rovito és San Pietro in Guarano.

## Története
A település alapításáról nem léteznek pontos adatok. Valószínűleg a 9. században alapították a szaracén portyázások elől menekülő cosenzai lakosok. 

## Népessége
A népesség számának alakulása:

## Főbb látnivalói
- Palazzo Valentini
- Palazzo Ritacco
- Madonna del Carmine-templom
- San Giorgio-templom
- San Nicola di Bari-templom